# کومن (ترکیب شیمیایی)
کومن (ایزوپروپیل‌بنزن) یک ترکیب آلی است که از یک هیدروکربن آروماتیک با یک استخلاف آلیفاتیک ساخته می‌شود. این ماده تشکیل دهنده نفت خام و سوخت‌های تصفیه شده‌است. کومن مایعی بی‌رنگ و قابل اشتعال است که نقطه جوش آن ۱۵۲درجه سانتی‌گراد می‌باشد. تقریباً تمام کومن که به عنوان یک ترکیب خالص در مقیاس صنعتی تولید می‌شود، به کومن هیدرو پراکسید تبدیل می‌شود، که واسطه ای در سنتز سایر مواد شیمیایی مهم صنعتی، از جمله فنول و استون است.